# ISO 3166-2:BO
ISO 3166-2:BO é a entrada para a Bolívia em ISO 3166-2, parte do padrão ISO 3166 publicado pela Organização Internacional para Padronização (ISO), que define códigos para os nomes das principais subdivisões (por exemplo, províncias ou estados) de todos os países codificados em ISO 3166-1.
Atualmente para a Bolívia, ISO 3166-2 códigos são definidos por 9 departamentos.
Cada código é composto de duas partes, separadas por um hífen. A primeira parte é BO, o código ISO 3166-1 alfa-2 da Bolívia, A segunda parte é de uma letras. Atualmente utilizado em placas de registro dos veículos.

## Códigos atuais
Códigos ISO 3166 e nomes das subdivisões estão listadas como é o padrão oficial publicada pela Agência de Manutenção (ISO 3166/MA).
Nomes das subdivisões são classificados em ordem alfabética tradicional espanhol: a-c, ch, d-l, ll, m-n, ñ, o-z.
As colunas podem ser classificadas clicando nos respectivos botões.
| Código | Departamento |
| ------ | ------------ |
| BO-C   | Cochabamba   |
| BO-H   | Chuquisaca   |
| BO-B   | Beni         |
| BO-L   | La Paz       |
| BO-O   | Oruro        |
| BO-N   | Pando        |
| BO-P   | Potosí       |
| BO-S   | Santa Cruz   |
| BO-T   | Tarija       |

## Mudanças
As seguintes alterações para a entrada foram anunciadas em boletins pela ISO 3166/MA desde a primeira publicação da ISO 3166-2, em 1998:
| Boletim | Data da publicação                                         | Descrição da alteração no boletim                                                         |
| ------- | ---------------------------------------------------------- | ----------------------------------------------------------------------------------------- |
| II-1    | 3 de fevereiro de 2010 (corrigida 19 de fevereiro de 2010) | Mudança de nome curto no formulário do país, de acordo com ISO 3166-1, NL VI-6 (8-5-2009) |